# Johann Rogl
Johann Rogl (* 1. Mai 1826; oder 7. Mai 1826 in Mühltal, Gemeinde Vorchdorf; † 1. Oktober 1899 in Oberhörbach, Gemeinde Vorchdorf) war Landwirt und Abgeordneter zum Österreichischen Abgeordnetenhaus.

## Leben
Johann Rogl war Sohn des Landwirts Jakob Rogl († 1858). Er besuchte eine Volksschule in Vorchdorf und arbeitete zunächst am Hof seines Vaters und als Tagelöhner. Ab 1850 war er Landwirt (vulgo Waldl) in Oberhörbach.
Er war 1893 Mitgründer der Spar- und Darlehenskasse und 1895 des katholischen Lesevereins (1895) in Vorchdorf.
Er starb am 1. Oktober 1899 im Alter von 73 Jahren an Schlagfluss Apoplexia cerebri (heute Schlaganfall). 
Er war von 1878 bis 1896 Mitglied im Oberösterreichischen Landtag (VI., VII., VIII. und IX. Wahlperiode), als Abgeordneter der Landgemeinden (Wahlbezirk Gmunden), von 1850 bis 1897 Gemeinderat und von 1864 bis 1867 und von 1876 bis 1891 Bürgermeister von Vorchdorf.
Er war römisch-katholisch und ab 1850 verheiratet mit Elisabeth Hitzenberger († 1884), mit der er drei Töchter und drei Söhne hatte, wobei zwei Söhne jung verstorben sind.

## Politische Funktionen
Johann Rogl war vom 22. September 1885 bis zu seinem Tod am 1. Oktober 1899 Abgeordneter des Abgeordnetenhauses im Reichsrat (VII., VIII. und IX. Legislaturperiode) und war dort für die Kurie Oberösterreich, Landgemeinden 7 (Gmunden, Ischl, Kirchdorf, Grünburg, Windischgarsten) zuständig. Sein Nachfolger war Franz Grafinger.

## Klubmitgliedschaften
Johann Rogl war ab 1885 Mitglied im Zentrum-Klub, ab 1891 im Klub der Konservativen und ab dem 26. November 1895 im Klub der Katholischen Volkspartei.